# قوة نقطة

شكل توضيحي لقواطع مُختلفةٍ تمرُ بالنقطة وتقطع الدائرة.

في الهندسة الرياضية، قوة نقطة ما (بالإنجليزية: Power of a point)‏ بالنّسبةِ لدائرة هو عدد حقيقي يُعبَرُ عن المسافة النسبية لنقطة معطاةٍ في دائرة.

## التعريف
تُعرّفُ قوةُ نقطة ما بالنسبة لدائرة ثابتة على أنها مربع المسافة بين النقطة ومركزِ الدائرة مطروحاً من مربع نصف قطر الدائرة. رياضيّاً: في قوة النقطة {\displaystyle P} بالنسبة للدائرة {\displaystyle C(O,r)} هي المقدار:{\displaystyle {\mathcal {Pow}}(P)=OP^{2}-r^{2}}. نتيجةً لذلك، إنَّ قوةَ النُقطةِ {\displaystyle P} تكونُ مقداراً سالباً عندما {\displaystyle OP<r} أي أّنها نقطةٌ داخليةٌ للدائرة، وتكون مقداراً مُنعدماً عند وقوعها نقطةً مُحيطيّةً، ومقداراً موجباً عندما تقع خارج الدائرة. في الصيغِ الرياضيةِ لمبرهنات قطع الوتر والقاطع وقاطع التماس، يظهرُ في جميعِها مقدار قوة النقطة؛ لذا فإنها تُسمّى جميعها بمبرهنات قوة النقطة. أيّ أنَّ {\displaystyle {\mathcal {Pow}}(P)} هو مقدارٌ ثابت لكل نقطة ودائرة ثابتتين، وأنَّ أي خط مستقيم يمر بهذه النقطة فإن الصيغ الرياضية المرتبطة به تساوي {\displaystyle {\mathcal {Pow}}(P)}.
كما تُعرّفُ قوة النقطة الواقعة خارج دائرة على أنّها مُربّعُ المماس الخارج من هذه النقطة إلى الدائرة. وتُثبت هذه العلاقات باستخدام مبرهنة فيثاغورس ومبرهنة تعامد شعاع الدائرة مع المماس عند نقطة التماس: لتكن {\displaystyle T} نقطة تماس المماس الخارج من {\displaystyle P} إلى الدائرة {\displaystyle O}. من مبرهنة التعامد: {\displaystyle OT\perp PT}، بتطبيق فيثاغورس في المثلث القائم: {\displaystyle \triangle OTP}، فإنَّ {\displaystyle OT^{2}+PT^{2}=OP^{2}} أو بشكلٍ مكافئ:{\displaystyle OP^{2}-OT^{2}=PT^{2}=OP^{2}-r^{2}}.

## مبرهنات قوة النقطة
| الاسم              | الصيغة الرياضية                                                           | النص |
| ------------------ | ------------------------------------------------------------------------- | --- |
| مبرهنة قِطَع الوتر   | {\displaystyle {\mathcal {Pow}}(P)=P_{1}B\cdot P_{1}D=P_{1}A\cdot P_{1}C} | إذا تَقاطعَ وَتَرانِ في دائرةٍ فَإنَّ حَاصلَ ضَرْبِ طُولَيْ جُزأيْ الوَتَرِ الأوَّلِ يُساوي حَاصِلَ ضَرْبِ طُولَيْ جُزْأيْ الوَتَرِ الثَّانِي. |
| مبرهنة القاطع      | {\displaystyle {\mathcal {Pow}}(P)=P_{2}X\cdot P_{2}Y=P_{2}Z\cdot P_{2}W} | إذا رُسِمَ قَاطِعَانِ لدائرةٍ من نُقطَةٍ خَارِجها، فإنَّ حَاصِلَ ضَرْبِ طُولِ القاطِعِ الأوَّلِ في طُولِ الجُزْءِ الخَارِجِيِّ مِنهُ، يُساوي حَاصِلَ ضَرْبِ طُولِ القَاطِعِ الثَّانِي فِي طُولِ الجُزْءِ الخَارِجِيِّ مِنهُ.                                                |
| مبرهنة قاطعُ التَّماسِ | {\displaystyle {\mathcal {Pow}}(P)=PT^{2}=PA\cdot PB}                     | إذا رُسِمَ مَمَاسٌّ وقَاطِعٌ لدائِرَةٍ من نُقطَةٍ خَارِجها فإنَّ مُربَّعَ طُولِ المَماسِ يُساوي حَاصِلَ ضَرْبِ طُولِ القَاطِعِ في طُولِ الجُزءِ الخَارِجِيِّ مِنْه.تEعرف في الهندسة المستوية بأنها عدد حقيقي يعبر عن المسافة النسبية لنقطة معطاة في دائرة. |

|                            |                     |
| مبرهنتا قِطَعِ الوترِ والقاطع. | مبرهنة قاطعِ التَّماسِّ. |